# Coniceromyia leucomacula
Coniceromyia leucomacula är en tvåvingeart som beskrevs av Giar-Ann Kung och Brown 2000. Coniceromyia leucomacula ingår i släktet Coniceromyia och familjen puckelflugor. Inga underarter finns listade i Catalogue of Life.